# Aşağı Surra
Aşağı Surra è un comune dell'Azerbaigian situato nel distretto di Neftçala.